# Alberic al II-lea de Dammartin
Alberic al II-lea de Dammartin (Aubrey) (d. 1200) a fost un conte francez de Dammartin.
Alberic a fost căsătorit cu Maria, moștenitoarea comitatului de Clermont, cu care a avut patru copii:
- Reginald (n. cca. 1165–d. 1227), căsătorit cu 1) Maria de Châtillon și 2) Ida de Boulogne
- Simon (n. 1180 – d. 21 septembrie 1239), căsătorit cu Maria de Ponthieu
- Iulia, căsătorită cu Hugo de Gournay
- Agnes, căsătorită cu Guillaume de Fiennes [2]